# Danko Ivšinović
Danko Ivšinović (Mrkonjić Grad, BiH, 14. veljače 1957.), akademski glazbenik, književnik, pjesnik, aforist, humorist i publicist. 

## Životopis
Rođen je 14. veljače 1957. godine u Mrkonjić Gradu, Bosna i Hercegovina. Srednju glazbenu školu završio u Banjoj Luci, a Glazbenu akademiju u Sarajevu. Zbog rata dolazi u Gospić, gdje s obitelji živi i danas.
Obnavlja rad Glazbene škole, radi na Visokoj učiteljskoj školi i Gimnaziji, osniva Crkveni zbor, Katedralni zbor i na koncu Gradski zbor „Vila Velebita“ s kojim postiže zapažene rezultate na državnoj i međunarodnoj razini. Član je Društva hrvatskih književnika Herceg-Bosne, Hrvatskog književnog društva, Društva hrvatskih aforista i humorista, BAK-a, redoviti član Matice hrvatske, HKD Napretka itd.
Piše poeziju, prozu, aforizme i epigrame. Objavio zbirke aforizama: Mislim, dakle postim (Split, 2000.), Ja s jajima (Split, 2004.), Pametniji propušta (Split, 2011.), Preveslani veslaju (Zagreb, 2017.) i Talija i ja (Zagreb, 2022.).
Piše, objavljuje i ima rubrike i kolumne u Slobodnoj Dalmaciji za koju je u kontinuitetu pisao 20-tak godina, a iz koje je Feral Tribune kasnih 90-tih često preuzimao njegove aforizme, Večernjem listu, Ličkom Novom listu, Hrvatskom Slovu, Ličkom putu, Humoristično–satiričnim časopisima Potepuhu i Žulju, najstarijem „živućem“ Humorističnom-satiričnom listu Pikaču, magazinu Udruge hrvatskih aforista i humorista Uh!Aha, beogradskom elektroničnom časopisu za satiru Etni, čakovečkom e-časopisu Apolonu i drugim satiričnim listovima. Aforizmi su mu čitani na Hrvatskom radiju Zagreb, Hrvatskom radiju Split u emisiji „Kad se smijah tad i bijah“, na Županijskom radiju Karlovac u emisiji „Veseli Čamac“ itd. Redoviti je suradnik u mostarskom književnom časopisu za kulturu i društvene teme OSVIT u kojem objavljuje aforizme, epigrame, pjesme, kozerije i druge kratke književne forme.
Prevođen je na ruski, rumunjski, makedonski i srpski jezik.
Zastupljen je u: Zborniku aforizama „Kristalna šestica 3“ (Split, 1998.), Književnim nizovima „Male forme“ (Zagreb, 2004.) i „Najljepše misli o ljubavi“ (Zagreb, 2004.), Antologiji balkanskog aforizma (Beograd, 2008.), Zborniku rumunjskog suvremenog aforizma „Aforismul croat contempora“ (Petrosani, 2013.), Zbornicima humora i satira „Vidi ono što (ne)čuješ“ (Mrkonjić Grad, 2016.-2022.), knjizi „Lika i velebitsko primorje u hrvatskoj književnosti“ (Gospić, 2017.), Zborniku pjesma „Grgurovi hukovi“ (Ravno, 2018.) prigodom 60 godina književnog rada Anđelka Vuletića, u Antologiji hrvatskog aforizma 1847.-2018. (Zagreb, 2019.), Zborniku pjesama „Stijeg slobode“ (Knin, 3. kolovoza 2019.), Zborniku aforizama „Biseri uma“ (Zagreb, 2019.), u Zborniku aforizama „Stožer i maske“ (Zagreb, 2020.), Zborniku humora i satire "Smijehom protiv korone” (Beograd, 2020.), nagrađenom u Temišvaru 2021., Dvojezičnoj Antologiji hrvatskog aforizma na ruskom jeziku (Digitalno izdanje, 2020.), Zborniku aforizama „Četvrta doza“ (Zagreb, 2021.), knjizi „Najkraće priče iz hrvatskog Domovinskog rata“ (Koprivnica, 2021.), Zborniku pjesama o Nikoli Tesli „Kroz snove do svjetlosti“ (Zagreb, 2021.), Zborniku suvremenog južnoslavenskog aforizma (Alma, Beograd, 2021.), Zborniku aforizma "Čista petica" (UHAH, Zagreb, 2022.), Zborniku hrvatskih i srpskih aforizma "Ružičasti crnjak" (UHAH, Split, 2023.) i Abecedarijumu hrvatskih i bosanskohercegovačkih aforista "Riječi na djelu" (Digitalno izdanje, 2023.).  

## Nagrade
Dobitnik je niza domaćih i inozemnih nagrada i priznanja za poeziju, aforizme i epigrame:
- književna nagrada „Donat“ za svekoliki književni doprinos (Zadar, 2019.),[34][35][36][37]
- nagrada za najboljeg interpretatora svojih stihova na pjesničkoj manifestaciji "Stijeg slobode" (Knin, 2019.),[38][39][40]
- međunarodna književna nagrada Zlatni aforizam (2021.),[41][42][43][44]
- međunarodna nagrada “Zlatna šifra[45]” i “Pozlaćeni aforizam”, te nagrade za najoriginalnije epigrame, najoriginalnije šale i najoriginalniju humoresku (2022.),[41]

- finalist Beograd  - „Satira festa“ (2020.[46], 2021.[47][48][49] i 2022.),
- zbirka epigrama "Talija i ja" (HKD Napredak, Zagreb, 2022.) odlukom tročlanog povjerenstva UHAH-a na čelu s red. profesorom u trajnom zvanju i vrsnim aforističarom Jozom Čizmićem proglašena za najbolju knjigu godine humora i satire u 2022.-oj godini[50][51][52][53][54][55][56],
- zahvalnica župana Ličko-senjske županije za osobit doprinos u razvoju i afirmaciji glazbene kulture te književnog i publicističkog stvaralaštva na području Ličko-senjske županije (Gospić, 23. svibnja 2023.)[57].

## Galerija
- Mislim, dakle postim (Split, 2000.)
- Ja s jajima (Split, 2004.)
- Pametniji propušta (Split, 2011.)
- Preveslani veslaju (Zagreb, 2017.)
- Talija i ja (Zagreb, 2022.)

## Vanjske poveznice
- Danko Ivšinović - NSK
- Društvo hrvatskih aforista i humorista